# Solferino
Solferino é uma comuna italiana da região da Lombardia, província de Mântua, com cerca de 2 642 habitantes. Estende-se por uma área de 13 km², tendo uma densidade populacional de 202 hab/km². Faz fronteira com Castiglione delle Stiviere, Cavriana, Guidizzolo, Lonato (BS), Medole.
Foi próximo a esta comuna que ocorreu, em 21 de junho de 1859, a Batalha de Solferino, durante a Segunda Guerra de Independência Italiana.

## Demografia
| Variação demográfica do município entre 1861 e 2011                               |
|                                                                                   |
| Fonte: Istituto Nazionale di Statistica (ISTAT) - Elaboração gráfica da Wikipedia |